# Орден Святого Духа
Орден Святого Духа (фр. Ordre du Saint-Esprit) — высший орден Французского королевства в период Старого порядка. Учреждён 31 декабря 1578 года королём Генрихом III. Упразднён в 1830 году королём Луи-Филиппом I.

## История
В разгар религиозных войн XVI века перед королём Франции возникла потребность в новом сильном королевском ордене, поскольку единственный существовавший к тому времени королевский орден Святого Михаила утратил свой авторитет в силу многочисленных и часто неразборчивых пожалований, и уже не мог служить средством сплочения французского дворянства вокруг особы короля. Учреждением нового ордена король надеялся привлечь на свою сторону католическую знать Франции, всё более склонявшуюся под знамёна герцога Генриха де Гиза и руководимой им Католической лиги.
31 декабря 1578 года король Генрих III объявил об учреждении ордена Святого Духа и провозгласил себя его сувереном и гроссмейстером, приняв из рук архиепископа Реймского Луи Лотарингского (младшего брата Генриха де Гиза) орденскую мантию и цепь. Название ордену было выбрано в память важнейших событий, случившихся с Генрихом III в день Святой Троицы: 11 мая 1573 года он был избран королём Польши и 30 мая 1574 года вступил на престол Франции. Орден провозглашал своей целью защиту католической веры и особы короля. Девизом ордена стало: «Duce et Auspice» (Предводительствуя и покровительствуя).
Тогда же (31 декабря 1578 г., 1 и 2 января 1579 г.) король назначил первых членов ордена: 8 духовных лиц (командоров) и 27 кавалеров (рыцарей). Первым кавалером ордена был назван герцог Неверский, первым командором — кардинал де Бурбон.
Резиденцией ордена был избран монастырь Больших Августинцев в Париже, где и происходили ежегодные церемонии принятия в орден и хранилась казна ордена. При Людовике XIV церемонии стали проходить в часовне Версальского дворца.
Король Генрих IV начал принимать в орден иностранных монархов и вельмож. Также он постановил, что сыновья короля и старший сын дофина становились кавалерами по праву рождения, а принцы королевской крови — по достижении совершеннолетия.
Король Франции являлся сувереном и гроссмейстером ордена. Число могущих состоять одновременно в ордене членов было установлено в 100 человек:
- 9 духовных лиц (8 кардиналов и прелатов и великий капеллан Франции), именовавшихся командорами;
- 4 кавалера, составлявших администрацию ордена и именовавшихся офицерами-командорами:
  - канцлер — хранитель печати,
  - великий казначей,
  - прево-церемониймейстер,
  - секретарь;
- 87 кавалеров из дворян-католиков.

Иностранные кавалеры не входили в это число. Также к канцелярии ордена относились несколько официалов (интендант, генеалогист, казначей, историограф, архивариус, герольд, делопроизводитель, канцеляристы), не являвшихся кавалерами ордена.
Все члены ордена должны были доказать своё дворянство до прадеда включительно (от этого требования были избавлены только Великий капеллан, Великий казначей и Секретарь) и быть не моложе 35 лет. Сыновья короля и старший сын дофина становились кавалерами по праву рождения, но допускались в орден только в 12 лет. Другие принцы королевской крови принимались в орден в 16 лет. Иностранные принцы должны были быть не моложе 25 лет.
Все кавалеры ордена Святого Духа (кроме духовных лиц) должны были быть кавалерами ордена Святого Михаила. Если же они таковыми не были ранее, то накануне принятия в орден Святого Духа они принимались в орден Святого Михаила. Таким образом они получали почётный титул «кавалеры королевских орденов» (фр. Chevaliers des Ordres du Roi).
Французские короли стремились поддерживать авторитет ордена на высоком уровне и старались соблюдать уставы ордена в отношении численности кавалеров и требований к ним. Так, маршал Фабер, которого король Людовик XIV хотел посвятить в кавалеры ордена, не смог стать им, поскольку не являлся дворянином в трёх поколениях.
После революции 1789 года назначения в орден были прекращены, а 6 августа 1791 года решением Национального собрания орден Святого Духа вместе с другими королевскими орденами был упразднён. Однако король в изгнании Людовик XVIII не признавал этого решения и продолжал пожалования в орден, находясь в эмиграции.
После Реставрации Бурбонов королевским указом от 28 сентября 1814 года орден Святого Духа был восстановлен в полной силе. Первыми пожалованными стали иностранные монархи (Александр I, Франц I, Фридрих Вильгельм III) и полководцы (Веллингтон, Шварценберг) — победители Наполеона. После признания Людовиком XVIII прав и привилегий имперского дворянства, некоторые бывшие высокопоставленные сановники Империи были приняты в орден Святого Духа. Среди российских кавалеров ордена — управляющий Министерством иностранных дел Карл Васильевич Нессельроде и министр Императорского двора и уделов князь Пётр Михайлович Волконский.
Последняя церемония пожалования ордена прошла в Троицын день 1830 года, в часовне Святого Людовика дворца Тюильри, когда король Карл X принял в орден архиепископов Бордоского и Парижского.
1 августа 1830 года, после Июльской революции, король Луи-Филипп Орлеанский подтвердил права только ордена Почётного легиона, как национального ордена, не упомянув других королевских орденов. За время своего царствования Луи-Филипп не производил пожалований орденом Святого Духа, который тем самым (de facto) прекратил своё существование во Франции. Однако претенденты на трон Франции, легитимисты и, после объединения претензий, орлеанисты, продолжали считать орден существующим и жаловали его от своего имени.

## Знаки ордена
Знак

Геральдическое изображение ордена

Знак ордена представляет собой золотой мальтийский крест с шариками на концах и золотыми геральдическими лилиями в углах (позже стал известен как гугенотский крест). Крест обрамлён широкой каймой белой эмали и имеет на плечах языки пламени зелёной эмали, исходящих от центра креста. Центральный медальон с лицевой стороны знака золотой и также покрыт зелёной эмалью в виде языков пламени. Поверх креста и медальона наложен символ Святого Духа — летящая вниз золотая, покрытая белой эмалью, голубка с распростёртыми крыльями.
У кавалеров и офицеров-командоров центральный медальон оборотной стороны знака содержит в себе знак ордена Святого Михаила: Архангел Михаил, поражающий дракона.
У командоров (духовных лиц) оборотная сторона знака идентична лицевой стороне.
Звезда
Звезда ордена серебряная, шитая. Своим видом повторяет лицевую сторону знака. Нашивалась на камзол на левой стороне груди. В XIX веке звезды стали изготавливать из металла.
Командорам звезда не полагалась.
Цепь
При учреждении ордена для торжественных церемоний была установлена орденская цепь из 40 звеньев с монограммами: латинскими M и L и греческими Φ (фи) и Δ (дельта).
Король Генрих IV установил новый образец цепи: 32 звена из чередующихся трофеев и монограмм короля Генриха (латинская H), соединённых золотыми геральдическими лилиями.
Король Людовик XVI установил третий и окончательный образец орденской цепи: 29 звеньев квадратной формы в виде языков пламени красной эмали, на которые наложены изображения трёх видов:
- 15 звеньев — золотая геральдическая лилия;
- 8 звеньев — монограмма короля Генриха IV (латинская литера H), покрытая белой эмалью, окружённая тремя королевскими коронами и подпираемая снизу двумя рогами изобилия;
- 6 звеньев — трофей (рыцарский шлем и воинская арматура), покрытый зелёной, голубой и белой эмалями.

Звенья соединены небольшими колечками. К цепи золотыми цепочками крепится знак ордена.
Командорам цепь не полагалась.
Лента
Лента ордена голубая, муаровая.
Изначально все члены ордена (и кавалеры и командоры) носили знак ордена на широкой ленте на шее. При короле Людовике XIV было установлено для кавалеров ношение знака у бедра, на широкой ленте через правое плечо. Командоры по-прежнему продолжали носить знак на шее.
Чётки
Каждый кавалер получал при посвящении в орден чётки («dizain») и был обязан всегда иметь их при себе и каждый день произносить десять молитв, по числу зёрен в чётках.
Чётки состоят из десяти зёрен из слоновой кости и одиннадцатого зерна бо́льшего размера, к которому крепится орденский крест, также из слоновой кости. Зёрна нанизаны на ленту голубого цвета.

## Орденское одеяние
Для орденских церемоний кавалерам ордена полагалась длинная мантия чёрного бархата, с золотой бахромой. Мантия расшита золотыми языками пламени и имеет по всему краю вышитое изображение орденской цепи. На груди нашивается серебряная звезда ордена, большого размера (ок. 280 мм). Воротник мантии зелёного шёлка, расшитый серебром. Подбой мантии и воротника из оранжевого атласа.